# شبايشينغن
اشبايشينغن (بالألمانية: Spaichingen) هي مدينة وبلدة ألمانية تقع في ألمانيا في توتلينغن. يقدر عدد سكانها بـ 12,419 نسمة .

## المدن التوأمة
مدن Sallanches، Mezőberény ورغيس برايتينغن هي مدن توأمة لـاشبايشينغن.

## أعلام
- برتولد أمير بادن
- وينفريد كريتشمان